# Dzmitryj Kruhlik
Dzmitryj Kruhlik (biał. Дзмітрый Круглік; ros. Дмитрий Круглик; ur. 18 lutego 1980) – białoruski zapaśnik walczący w stylu klasycznym. Brązowy medalista uniwersyteckich mistrzostw świata z 2004. Czwarty w Pucharze Świata w drużynie w 2004. Wicemistrz Europy juniorów w 2000 roku.